# Ryan Richter
Ryan Richter (Southampton, 12 aprile 1989) è un allenatore di calcio ed ex calciatore statunitense, di ruolo centrocampista, vice allenatore del Philadelphia Union.

## Carriera

### Dopo il ritiro
Il 23 gennaio 2018 il calciatore annuncia il proprio ritiro ed entra a far parte dello staff dell'Academy del Philadelphia Union. Tra il 2018 ed il 2021 allena le categorie Under-12, Under-15 e Under-17. Il 18 gennaio 2022 viene annunciato che Richter diviene un nuovo membro dello staff tecnico della prima squadra.

## Palmarès

### Competizioni nazionali
- USL Championship: 1

Charleston Battery: 2012
- Campionato NASL II: 1

N.Y. Cosmos: 2016